# 赵志刚 (演员)
赵志刚（1962年12月18日—），上海人，中国越剧男演员，一级演员，被誉为“越剧王子”。

## 生平
1962年，生于上海市嘉定。1974年，进入上海越剧院。初学越剧老生，后工小生。2004年，获中国戏剧最高奖—中国戏剧梅花奖。

## 艺术成就
在唱腔上，徐玉兰、范瑞娟、尹桂芳、陆锦花、徐天红等人的唱腔皆有所学，继承发展了越剧尹派艺术。

## 艺术作品

### 舞台剧
《何文秀》、《浪荡子》、《盘妻索妻》、《状元打更》、《汉文皇后》、《花中君子》、《沙漠王子》、《疯人院之恋》、《王子复仇记》、《乔少爷造桥》、《燕山棋缘》、《玉镯记》、《曹植与甄洛》、《天鹅宴》、《血染深宫 》、《陆文龙》、《杨乃武》、《家》、《红楼梦》、《第一次亲密接触》、《藜斋残梦》、《赵氏孤儿》、《蝶海情僧》、《天为谁春》

### 电影
越剧电影《红楼梦》、越剧电影《盘夫索夫》、《变脸》、《游园惊梦》

### 电视剧
越剧电视剧《沙漠王子》、越剧电视剧《两代怨梦》、越剧电视剧《红楼梦》（共2集，在第2集中饰冯渊）